# VFA-103
Lo Strike Fighter Squadron 103 (VFA-103), soprannominato ”Jolly Rogers”, è uno squadrone di caccia d'attacco dell'aviazione navale degli Stati Uniti fondato nel 1952. Il VFA-103 è attualmente dotato dei F/A-18F Super Hornet e ha sede presso la Naval Air Station Oceana, in Virginia. Il nominativo radio dello squadrone è Victory ed è assegnato al Carrier Air Wing Seven.

## Stemmi e soprannomi

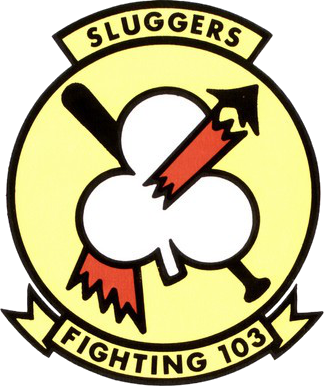
Emblema originale VF-103 "Sluggers".

L'emblema originale della squadriglia VF-103 era un quadrifoglio e le alette posteriori dell'aereo avevano una freccia gialla orizzontale delineata in nero. Successivamente fu aggiunto un aereo stilizzato che sfrecciava attraverso la foglia, insieme a una mazza da baseball. La mazza da baseball proveniva da uno dei primi skipper che spesso ne portava una con sé. Nel 1991, gli aerei del VF-103 utilizzavano le insegne dello squadrone per l'arte della coda, al posto della freccia in grassetto. Quando gli Slugger divennero i Jolly Rogers in seguito alla soppressione del VF-84 (1955-95), adottarono il famoso teschio con ossa incrociate bianche.

## Storia
Quattro distinte squadriglie dell'aviazione navale degli Stati Uniti hanno utilizzato il nome e lo stemma del Jolly Roger: VF-17, VF-61, VF-84 e VF-103, unificati nel VFA-103. Sebbene questi siano squadriglie nettamente diverse che non hanno collegamenti lineari, condividono tutti il medesimo nome di Jolly Roger, gli stemmi e le tradizionali tibie incrociate sormontate da un teschio posto al centro. Dopo la disattivazione del VF-84 nel 1995, il nome e l’emblema dei Jolly Rogers furono adottati dal VF-103, che in seguito divenne VFA-103.

### Anni '50
Gli "Sluggers" (VF-103) furono attivati il 1º maggio 1952 e equipaggiati con i FG-1D Corsair. La squadriglia fu assegnata al Carrier Air Group 10 (CVG-10) e alla fine del 1952 fece una breve crociera a bordo della USS Lake Champlain. Successivamente il VF-103 venne dotato dei F9F-6 Cougar e adottò il soprannome di "Flying Cougars". Il CVG-10 salì a bordo della USS Randolph per la sua crociera di prove in mare dopo la sua riattivazione nei Caraibi tra agosto e novembre 1953. Il gruppo aereo fu quindi riassegnato alla USS Coral Sea e il VF-103 fu equipaggiato con l'F9F-8B. Nel 1957, il VF-103 fu uno dei primi squadroni a passare al supersonico F8U-1 Crusader, e fu ribattezzato "Sluggers". Una volta completata la transizione, vennero uniti al VF-102 a bordo della USS Forrestal. Prima dell'introduzione degli aviogetti tipo Crusader, i gruppi di battaglia delle portaerei della Marina degli Stati Uniti erano spesso imbarazzati dai bombardieri britannici durante le esercitazioni alleate poiché la RAF English Electric Canberras era sempre stata in grado di effettuare attacchi fittizi alle portaerei statunitensi impunemente. A quel tempo, i piloti statunitensi semplicemente non potevano opporre molta resistenza. Durante un addestramento nel Mediterraneo del 1958, i piloti britannici furono sorpresi quando i VF-103 strapparono la loro formazione dei Canberras prima ancora che avessero la possibilità di iniziare il loro attacco simulato. La USS Forrestal e i VF-103 furono schierati nel Mar Mediterraneo durante la crisi libanese del 1958, ma la crisi si era avvenuta prima che la portaerei potesse raggiungere la sua stazione. Uno schieramento regolare seguì tra il settembre 1958 e il marzo 1959. Il futuro astronauta John W. Young fu membro della squadriglia durante questa missione.

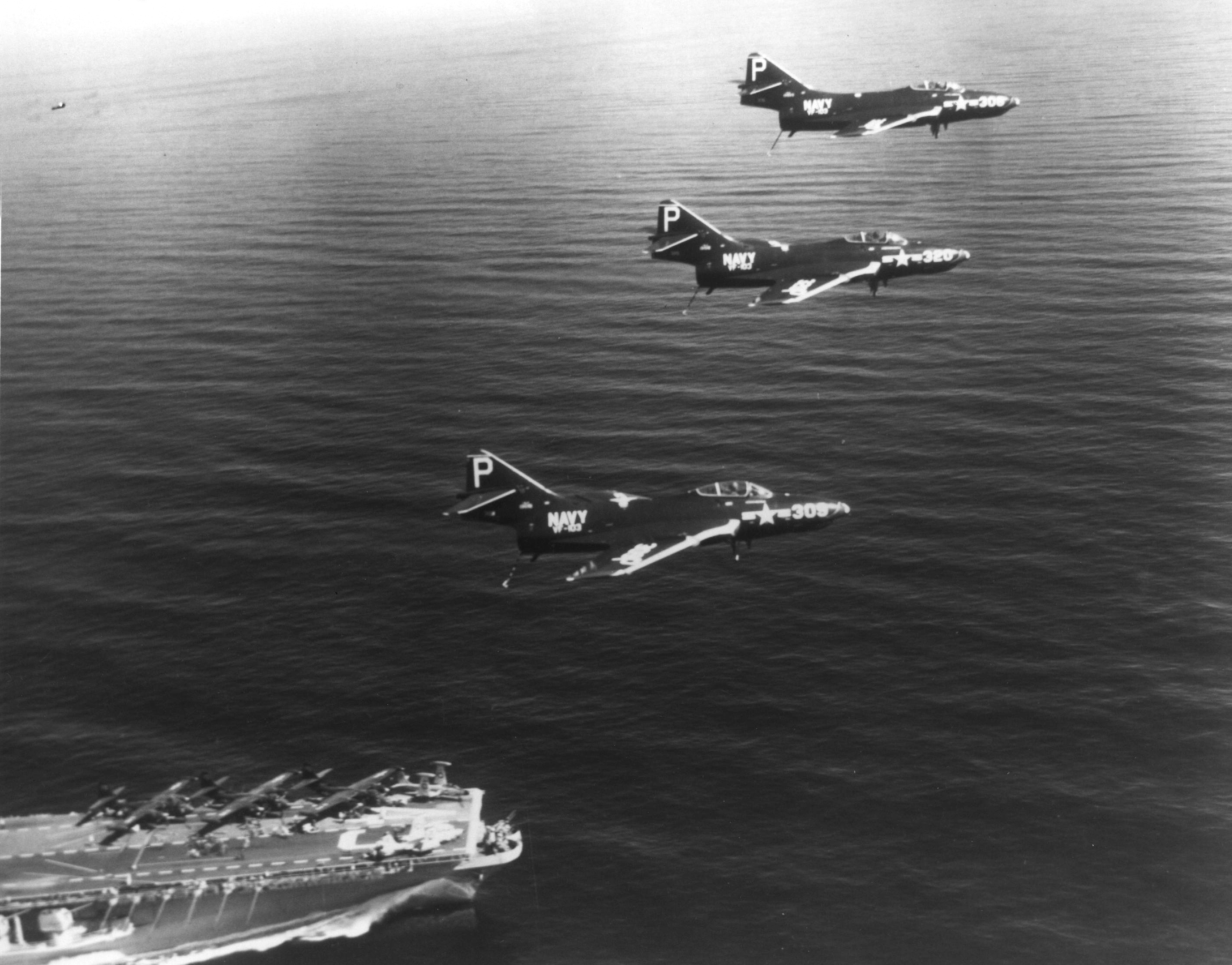
Dei F9F-6 Cougars del VF-103 che sorvolano la USS Coral Sea (CV-43), 1954.

### Anni '60
Negli anni '60 il VF-103 venne riequipaggiato con i F8U-2 (F-8C dopo il 1962) e riassegnato a CVG-8, sebbene ancora assegnato alla USS Forrestal. Altri tre schieramenti nel Mediterraneo seguirono nel 1960, 1961 e dal 1964 al 1965. Nel 1964 la squadriglia venne riequipaggiata con gli F-8E. La missione del 1964-1965 fu significativa, poiché i piloti del VF-103 pilotarono sia l'F-8E che il nuovo F-4B Phantom II. Il Phantom fu operativo 19 anni nel VF-103. Dal 1965 al 1980, VF-103 è stato assegnato al Carrier Air Wing 3 (CVW-3). Ancora più lungo fu l'incarico alla USS Saratoga, dal 1965 al 1994, dal 1984 come parte del CVW-17. Il VF-103, a bordo di Saratoga, fece 15 schieramenti nel Mar Mediterraneo, più uno a bordo della Forrestal nel 1982.
Gli aviatori del VF-103 pilotarono gli F-4B fino al passaggio all'F-4J nel 1968. Nel 1981, la squadriglia fu riequipaggiata con l'F-4S.

### Anni '70
Quando il Vietnam del Nord lanciò la sua offensiva di Pasqua nel Vietnam del Sud, la USS Saratoga fu schierata sulla costa del Vietnam per partecipare all'operazione Linebacker. Il 10 agosto 1972, il capitano di corvetta Robert Tucker e il sottotenente di vascello Stanley Edens abbatterono un Mikoyan-Gurevich MiG-21 con un missile AIM-7 Sparrow durante un'intercettazione notturna. È stato il primo e unico abbattimento notturno di MiG da parte della Marina degli Stati Uniti.

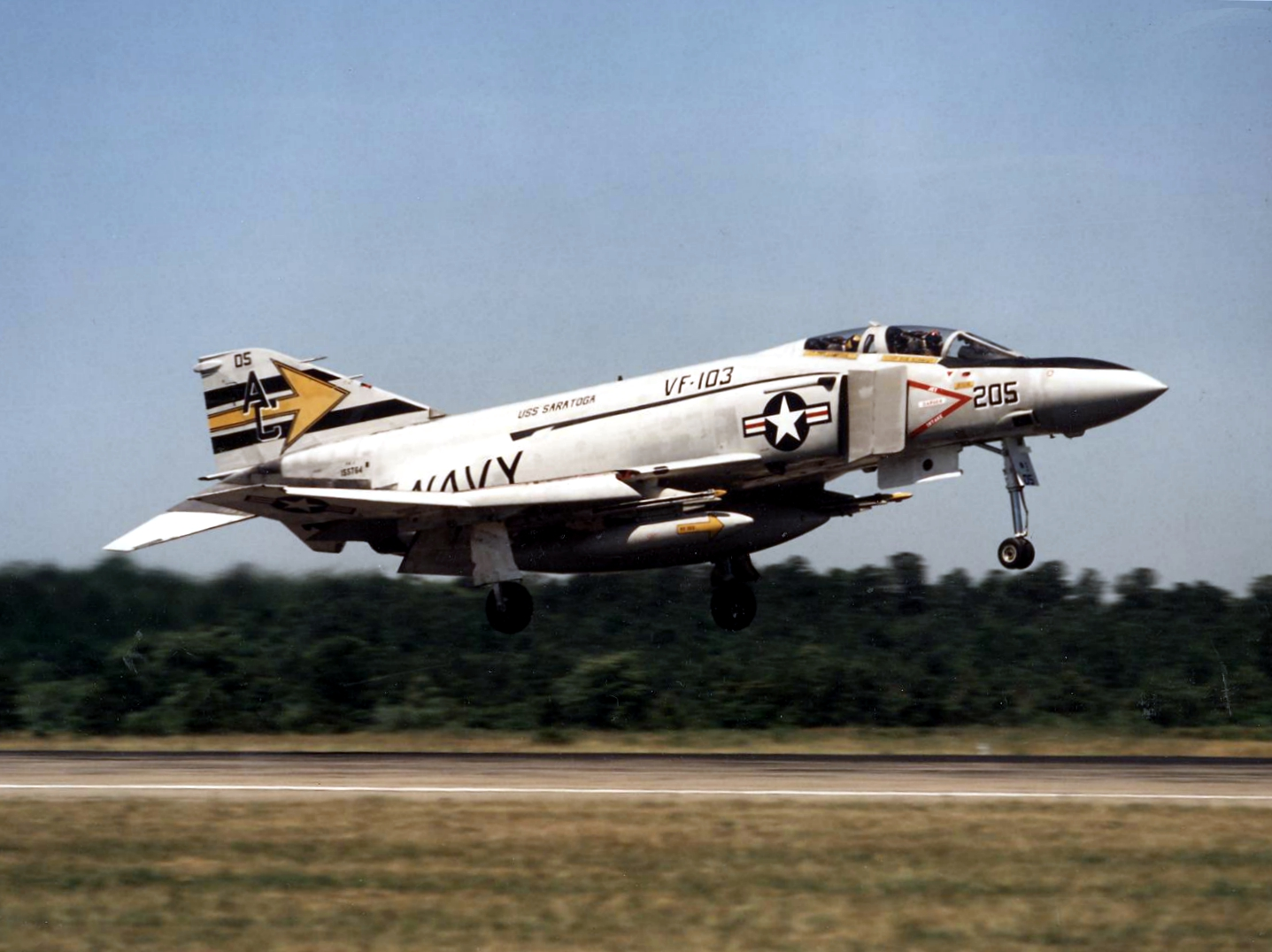
Un F-4J Phantom II del VF-103 nel 1978.

### Anni '80
Nel gennaio 1983, il VF-103 fu tra le ultime squadriglie di caccia a passare all'F-14A Tomcat. Nell'ottobre 1985, gli squadroni del VF-103 e del VF-74  parteciparono all'intercettazione del Boeing 737 dell'EgyptAir che trasportava i dirottatori della Achille Lauro. Durante un'intercettazione notturna a lungo raggio da parte del VF-74 e del VF-103, il 737 è stato costretto ad atterrare alla Base aerea di Sigonella, in Sicilia. I terroristi vennero presi in custodia dallo Stato italiano, processati e condannati.
Il VF-103 partecipò all'Operazione Attain Document e all'Operazione El Dorado Canyon nella primavera del 1986.
Nel 1989, il VF-103 passò all'F-14A + (successivamente ribattezzato F-14B).

### Anni '90
Nell'agosto 1990, quando il Kuwait fu invaso dall'Iraq, la USS Saratoga si trovava nel Mediterraneo e presto si unì alla USS Eisenhower nel Mar Rosso.
Il VF-103 e il VF-74 lavorarono insieme per sviluppare le tattiche di combattimento che venivano utilizzate durante la Guerra del Golfo. Quando la guerra iniziò, nel gennaio 1991, il VF-103 svolse i ruoli di scorta di caccia per i bombardieri, la ricognizione, la valutazione dei danni delle bombe e le pattuglie aeree da combattimento. Il quarto giorno di guerra, durante una missione di scorta, un F-14B venne abbattuto da quello che si ritiene essere un missile terra-aria SA-2 "Guideline". Dopo essersi eiettato dal suo aereo, l'ufficiale di intercettazione radar, il tenente di vascello Larry Slade, venne catturato dalle truppe irachene e trattenuto a Baghdad come prigioniero di guerra fino alla fine della guerra. Il pilota, il tenente di vascello Devon Jones, riuscì a sfuggire alla cattura e, dopo otto ore di permanenza in territorio nemico profondo, fu salvato dalle forze per le operazioni speciali dell'USAF.
Il 1º ottobre 1995, il VF-84 è stato sciolto ponendo fine al Jolly Rogers. Desiderando che l’emblema dei Jolly Rogersnon svanisse dall'aviazione navale degli Stati Uniti, il VF-103 chiese di abolire il loro soprannome "Slugger" e di adottare il nome e lo stemma dei Jolly Rogers che erano stati precedentemente utilizzati da VF-84.
Quando si schierarono con la USS Enterprise nell'estate del 1996, il VF-103 diventò il primo squadrone Tomcat a introdurre la capsula di puntamento LANTIRN in servizio operativo. Il LANTIRN ha migliorato radicalmente le capacità di colpo dell'F-14 fornendo una capacità di precisione autonoma.
Nel 1997 VF-103 si è trasferito dalla USS Enterprise alla USS Dwight D. Eisenhower, e ha salpato per l'ex Jugoslavia nel giugno 1998 a sostegno delle operazioni della NATO in Kosovo.

### Anni 2000

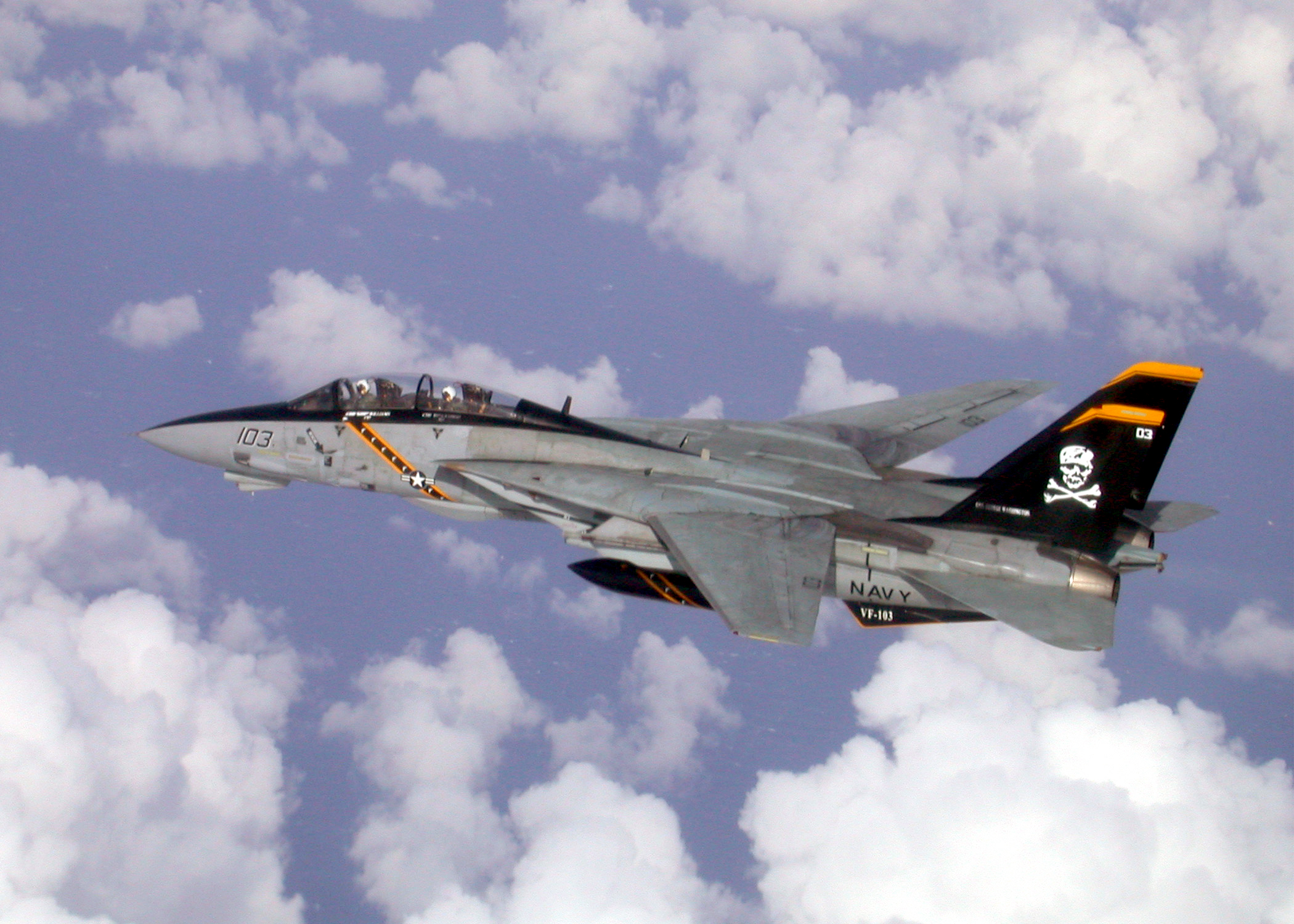
Un F-14B del VF-103 in segnaletica ad alta visibilità

Nel giugno 2002, il VF-103 venne trasferito nella portaerei USS George Washington si sono schierati nel Nord del Mar Arabico e nel Golfo Persico e hanno partecipato all'operazione Enduring Freedom e all'operazione Southern Watch. Il VF-103 ha supportato le forze della coalizione in Afghanistan con missioni Close Air Support, Forward Air Controller e TARPS. Il VF-103 stava già tornando a casa all'inizio dell'Operazione Iraqi Freedom all'inizio del 2003.
Il VF-103 tornò nel Golfo Persico per la sua ultima missione con i Tomcat sulla portaerei USS John F. Kennedy il 10 luglio 2004 e dieci giorni dopo la squadriglia bombardò una posizione dei ribelli. L'unità ha partecipato all'Operazione Phantom Fury nell'ottobre 2004 per fornire supporto aereo su Fallujah per la 1a forza di spedizione della marina e soldati dell'esercito iracheno.
Dopo un ultimo schieramento sulla USS John F.Kennedy con CVW-17 e il ritorno a NAS Oceana nel dicembre 2004, il VF-103 ritirò i propri F-14B Tomcats e ha iniziato la modernizzazione verso i F/A-18F Super Hornet e il trasferimento alla Carrier Air Wing Seven (CVW-7). Dopo il passaggio all'F/A-18F, la squadriglia è stata ufficialmente ri-designata come VFA-103 nel febbraio 2005.
Il primo schieramento con gli F/A-18F è iniziato nel 2006 e si è concluso nella primavera del 2007. Durante la navigazione con la USS Dwight D. Eisenhower, il VFA-103 e il VFA-143 hanno supportato le Operazioni Iraqi Freedom, Enduring Freedom e le operazioni al largo della costa Somala, e combinati con il VFA-131 e con il VFA-83, hanno lasciato cadere 140 armi a guida di precisione ed eseguito quasi 70 attacchi al suolo con mitragliatrici. Per le loro eccezionali prestazioni in questo schieramento, il VFA-103 è stato premiato con l'AIRLANT Battle "E" sia per il 2006 che per il 2007, così come il Wade McClusky Award come miglior squadriglia d'attacco della Marina degli Stati Uniti per il 2007.
Il VFA-103 s’imbarcò temporaneamente con il CVW-17 nel 2008 quando la USS George Washington ha navigato verso l'Oceano Pacifico per sostituire la USS Kitty Hawk in Giappone. Il 21 febbraio 2009 il VFA-103 e il CVW-7 s’imbarcarono a bordo della USS Dwight D. Eisenhower per un dispiegamento a supporto dell'Operazione Enduring Freedom e delle operazioni di sicurezza marittima nel Golfo Persico. Il 30 luglio 2009, la USS Dwight D. Eisenhower è tornata alla stazione navale di Norfolk dopo quasi sei mesi di dispiegamento.

### Anni 2010

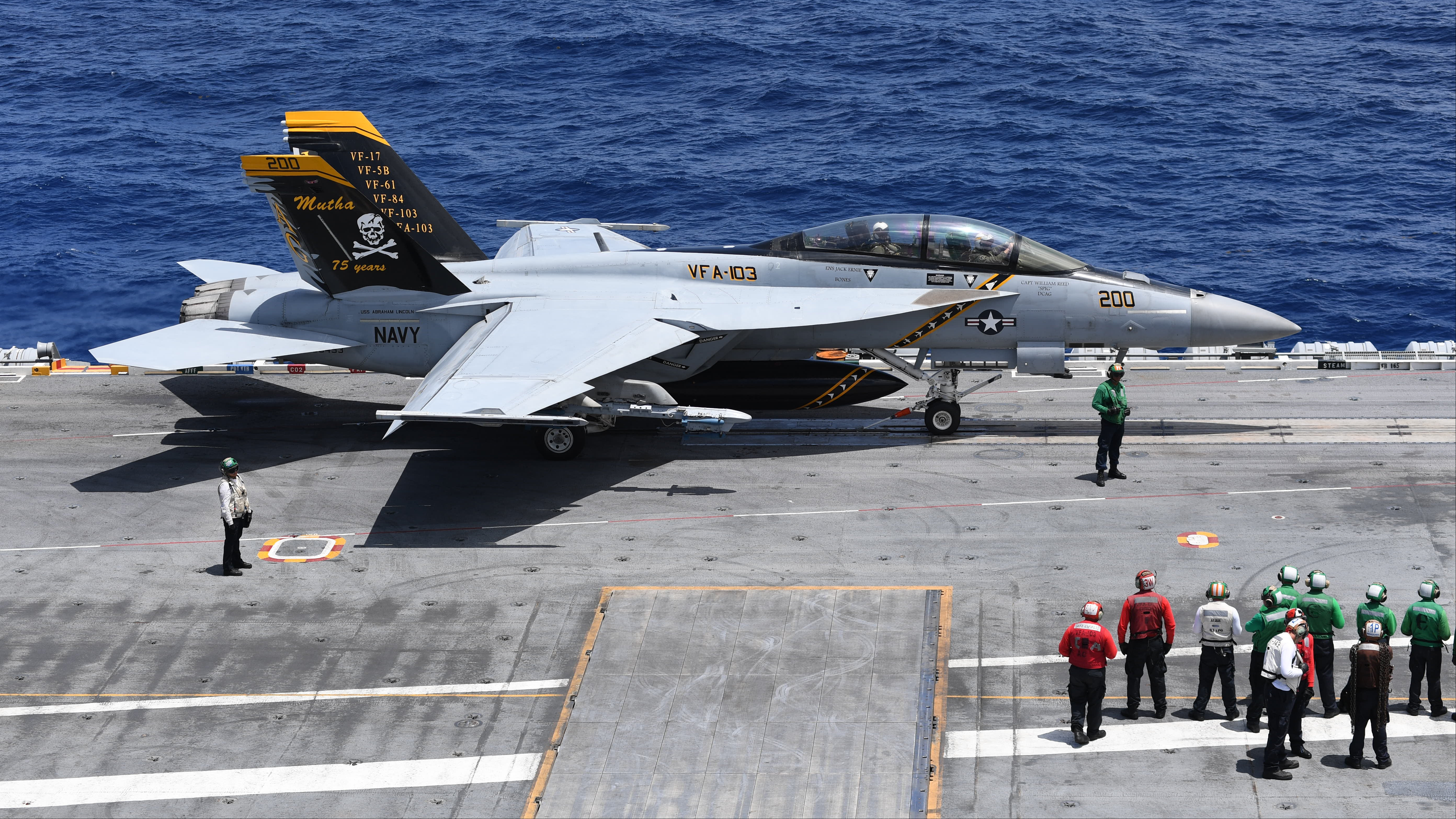
Un F/A-18F Super Hornet sul ponte di lancio della USS Abraham Lincoln nel 2018.

Il 2 gennaio 2010 il VFA-103 e il resto del CVW-7 si imbarcarono a bordo della USS Dwight D. Eisenhower per un dispiegamento di sei mesi a sostegno delle operazioni della 5a e 6a flotta. Il 27 luglio 2010, lo squadrone è tornato a casa al NAS Oceana dopo il completamento dell'ultimo dispiegamento.
Dopo un ciclo di manutenzione e di lavoro di successo, il 22 giugno 2012 lo squadrone si è imbarcato con CVW-7 a bordo della USS Dwight D. Eisenhower per un dispiegamento programmato di nove mesi nella 5ª area operativa della flotta. Tuttavia, a causa dei cambiamenti nei requisiti operativi, il VFA-103, il CVW-7 e la Dwight D. Eisenhower sono tornati al NAS Oceana il 21 dicembre 2012, per eseguire la manutenzione in preparazione del ritorno in mare poco dopo. Il VFA-103 è tornato in mare il 21 febbraio 2013 dopo la breve inversione di tendenza e, insieme al resto del CVW-7 e del Carrier Strike Group Eight, ha supportato le operazioni nella 5ª Area Operativa della Flotta. Dopo un totale di undici mesi in mare a sostegno dell'Operazione Enduring Freedom e delle operazioni di presenza nel Golfo Persico, lo squadrone è tornato al NAS Oceana il 3 luglio 2013.
In onore del 70º anniversario del Jolly Rogers, la squadriglia ha intrapreso una massiccia riprogettazione dello stemma composta dal teschio e dalle tibie incrociate immensamente riconoscibili, scegliendo di presentare le toppe, i colori e la pinna caudale originali del VF-17.

## Nella cultura di massa
- Nel videogioco del 2009 Call of Duty: Modern Warfare 2, sono presenti in due missioni della campagna, Il Gulag e Il nemico del mio nemico, dei caccia F-15 con un Jolly Roger nero disegnato sulla coda. Sebbene la USNA non sia mai stata equipaggiata con gli F-15, nella prima missione in cui compaiono - Il Gulag - viene espressamente comunicato che i caccia fanno parte della US Navy.
- Una versione immaginaria dello squadrone, le "Jolly Wrenches", appare nel film d'animazione della Disney del 2013, Planes, utilizzando la stessa livrea, ma il teschio e le ossa incrociate sono sostituiti da una testa di pistone e chiavi inglesi.[11]
- Negli anni sono stati prodotti vari modellini statici, di varie scale, dedicati al VFA-103. Tra le aziende di modellismo statico ci sono l'italiana Italeri, in scala 1:48 (F-14 A Tomcat 2667), le giapponesi Tamiya, in scala 1:48 (Chance Vought F4U-1/2 Bird Cage Corsair 61046, Vought F4U1A Corsair 61070 e Grumman F-14A Tomcat TAM61114) e 1:32 (McDonnell Douglas F-4J Phantom II Marines 60308), e Hasegawa, in scala 1:72 (Boeing F/A-18 F Super Hornet - 'VFA-103 Jolly Rogers CAG 2022' 02458) e 1:48 (F/A-18F Super Hornet PT38), la tedesca Revell, in scala 1:32 (Vought F4U-1A Corsair Model Set 64781) e in scala 1:72 (F4U-1D Corsair 03983, Vought F4U-1D CORSAIR (Model Set) 63983, F-4J Phantom II 03941 e F/A-18F Super Hornet 03834), le cinesi Trumpeter, in scala 1:48 (F14B Tomcat 03202), Kittyhawk, in scala 1:48 (F9F-8/F9F-8P Cougar 80127) e Hobby Boss, in scala 1:48 (McDonnell-Douglas F3H-2 Demon 80364 e Grumman F-14B Tomcat 80367), la sudcoreana Academy, in scala 1:72 (USN F-14A VF-84 "Jolly Rogers" 12626), e molte altre in varie scale.

## Galleria d'immagini

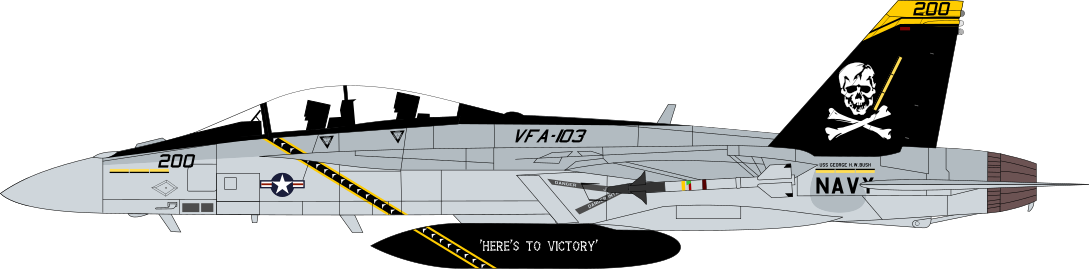
Profilo di un F-18 Super Hornet del VFA-103 (AG CAG)
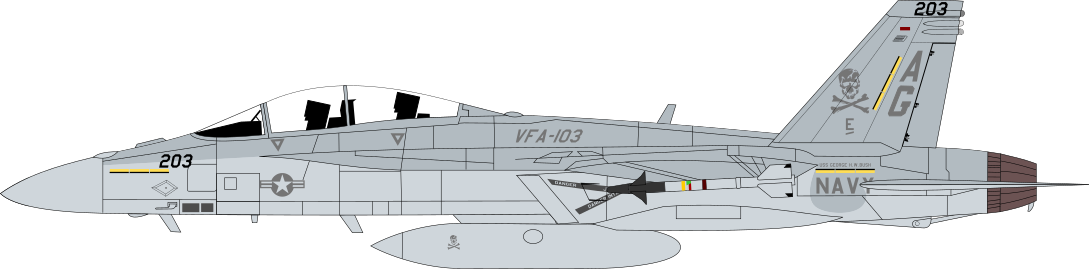
Profilo di un F-18 Super Hornet  del VFA-103 (AG)
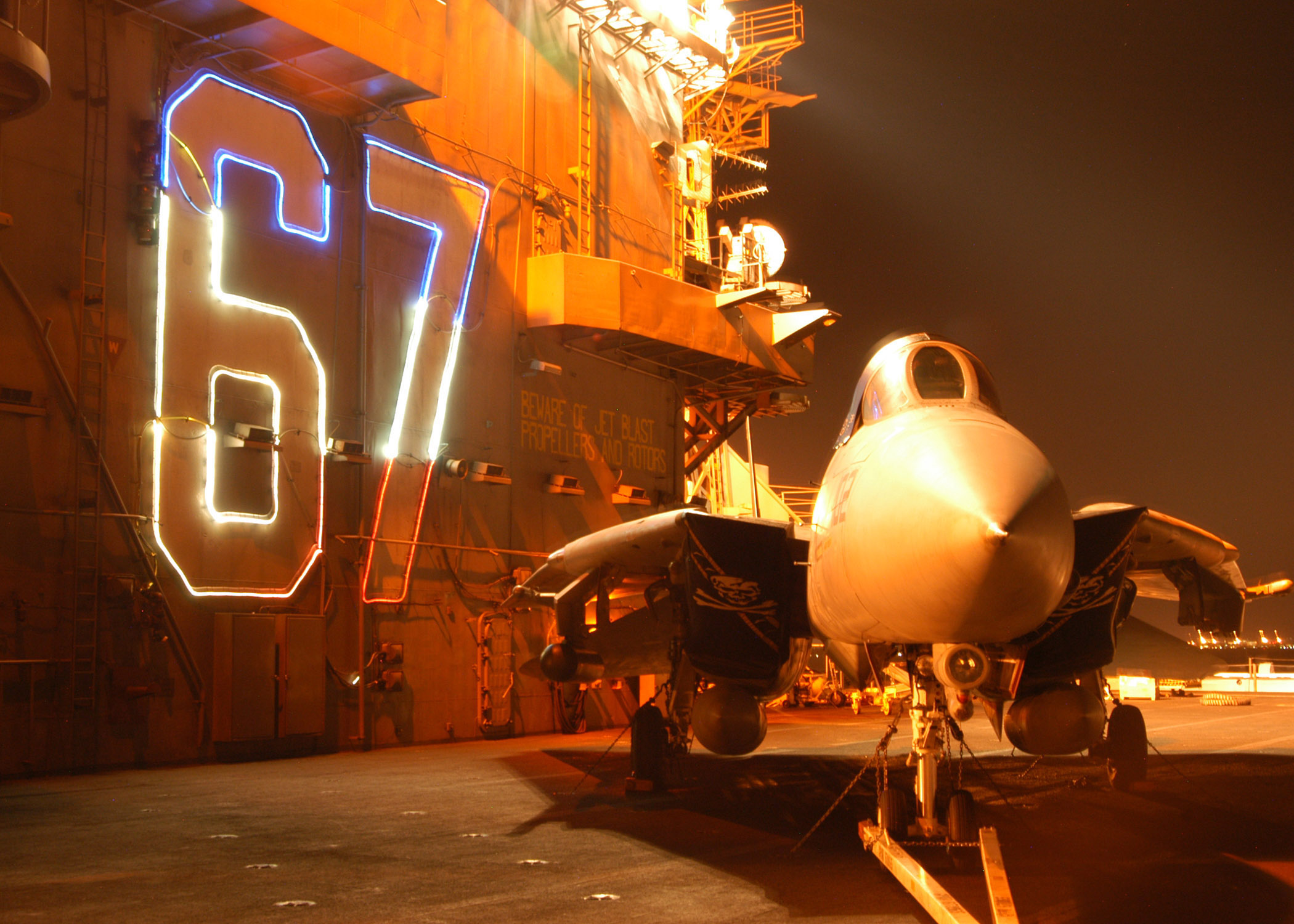
Un F-14B Tomcat del VFA-103 a bordo della portaerei USS John F. Kennedy
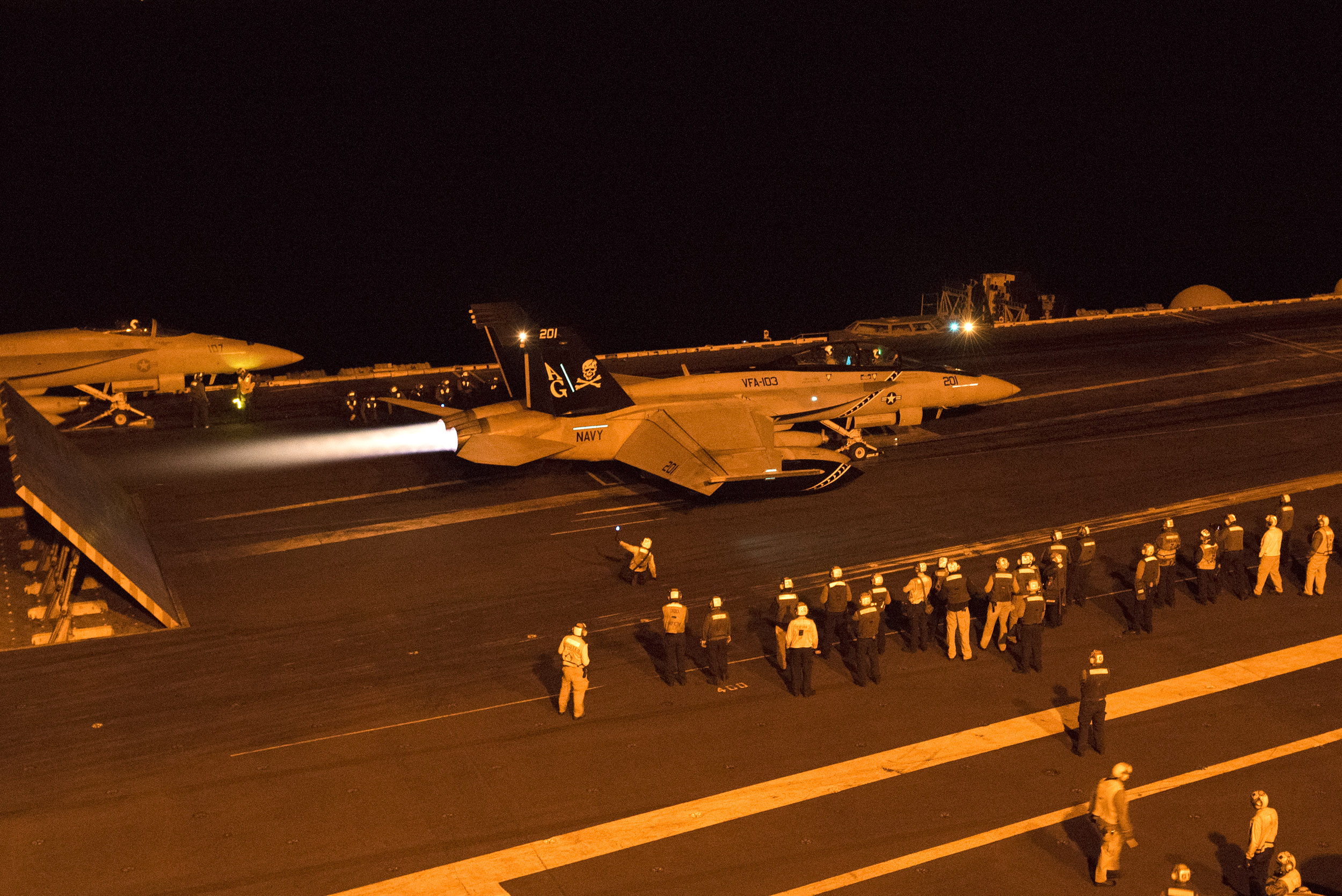
Un F-18 Super Hornet del VFA-103 in fase di lancio dalla USS Harry S. Truman, 2015
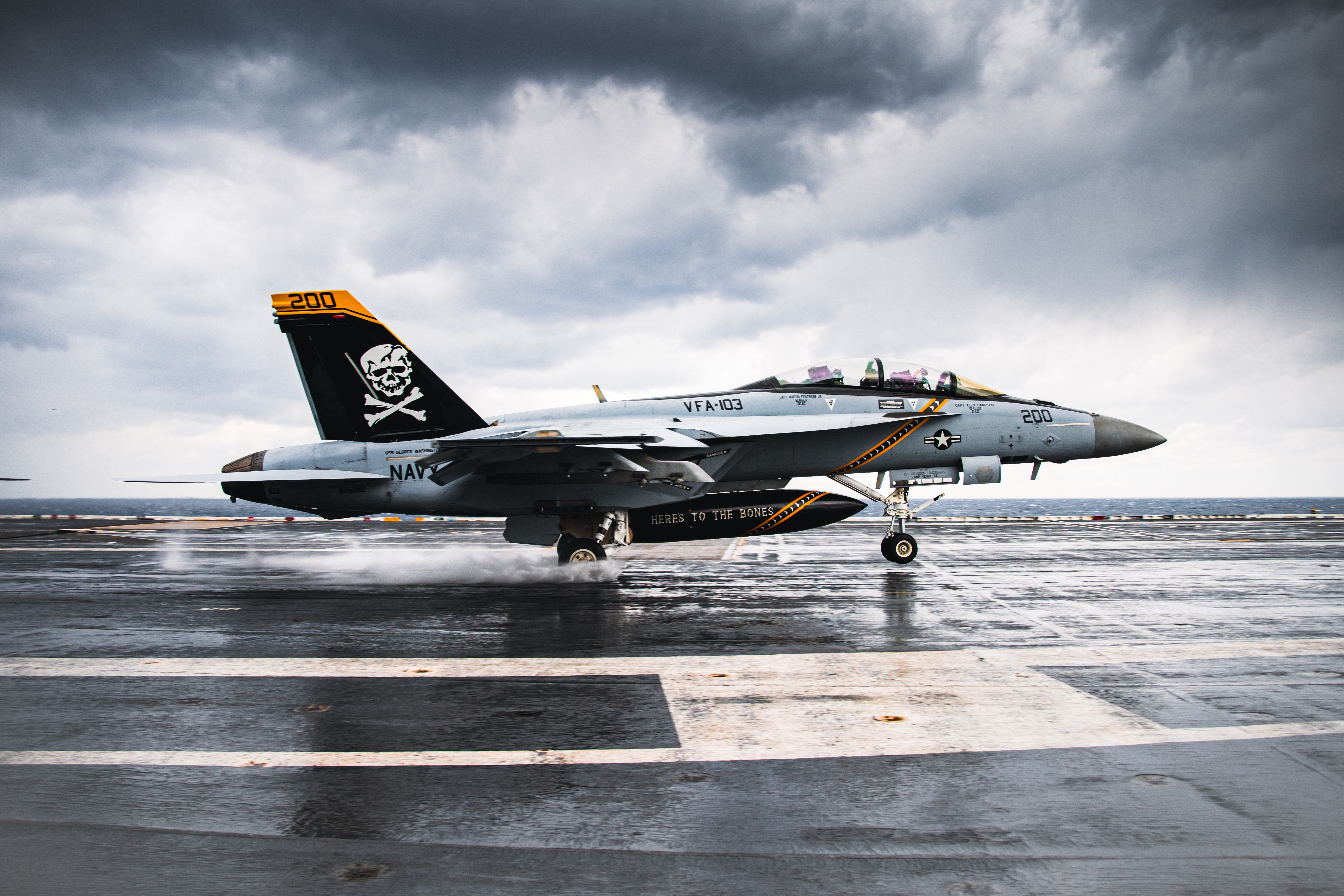
Un F-18 Super Hornet del VFA-103 in fase di atterraggio sulla USS George Washington, 2023